# Gabriela Durlo
Gabriela Durlo Nogueira Lima (São José do Rio Preto, 2 de janeiro de 1984) é uma atriz brasileira.
Iniciou a carreira na Rede Record, tendo atuado nas telenovelas Amor e Intrigas e Vidas Opostas e no seriado A Lei e o Crime.
Protagonizou a minissérie bíblica A História de Ester.

## Televisão
| Ano  | Título                       | Papel                      | Notas                      |
| ---- | ---------------------------- | -------------------------- | -------------------------- |
| 2006 | Vidas Opostas                | Daniela Abreu              |                            |
| 2007 | Amor e Intrigas              | Christina Camargo de Sousa |                            |
| 2009 | A Lei e o Crime              | Rosa                       |                            |
| 2010 | A História de Ester          | Ester / Hadassa            |                            |
| 2012 | Máscaras                     | Marina Peixoto             |                            |
| 2012 | A Tragédia da Rua das Flores | Ana                        | Especial de fim de ano     |
| 2013 | Dona Xepa                    | Isabela Castro e Barros    |                            |
| 2014 | Milagres de Jesus            | Aliza                      | Episósio: "Os Dez Leproso" |
| 2015 | Os Dez Mandamentos           | Eliseba                    | Temporada 1                |
| 2019 | Ala Leste                    | Sulamita                   |                            |

## Cinema
| Ano  | Título                       | Papel   |
| ---- | ---------------------------- | ------- |
| 2016 | Os Dez Mandamentos - O Filme | Eliseba |

## Teatro
| Ano     | Título                        | Papel     |
| ------- | ----------------------------- | --------- |
| 2006    | O Terceiro Travesseiro        | Beatriz   |
| 2007    | A Lenda de Apoena - o Musical |           |
| 2010    | SideMan                       | Patsy     |
| 2010-11 | Vamos?                        | B         |
| 2013    | A Paixão do Jovem Werther     | Charlotte |
| 2017    | Até que a Internet nos Separe | Flor      |

## Prêmios e indicações
| Ano  | Prêmio                 | Categoria                           | Trabalho            | Resultado |
| ---- | ---------------------- | ----------------------------------- | ------------------- | --------- |
| 2011 | Prêmio Contigo! de TV  | Melhor Atriz de Série ou Minissérie | A História de Ester | Indicada  |
| 2014 | Troféu Top of Business | Homenagem                           | Dona Xepa           | Venceu    |
| 2015 | Troféu Cajado de Ouro  | Melhor Atriz Coadjuvante            | Os Dez Mandamentos  | Venceu    |